# Дністрові зорі (газета)
Дністрові зорі — громадсько-політичне, історико-краєзнавче, мистецьке видання Сокирянського району Чернівецька область Україна. (Україна, 60200, м. Сокиряни, вул. Васильєва, 11).

## Історія
Перше число районного часопису вийшло 5 грудня 1944 року під назвою «Оновлене життя», із 1948 р. — газета називалася «Колгоспне життя». Перший редактор газети — Петро Арсенійович Коростильов — згодом став членом Спілки письменників СРСР, працював у Москві у видавництві дитячої літератури. 5 років редагував районний часопис І. Ф. Назаренко. У 1974 році він очолював Черкаський обласний комітет по радіомовленню і телебаченню, був депутатом обласної Ради депутатів трудящих, членом обкому Компартії України. Удостоєний почесного звання «Заслужений працівник культури УРСР».
Частку свого таланту і праці в газету вклали й інші журналісти, які деякий час працювали на Сокирянщині: Олександр Петрович Дутко — у 70-х роках XX століття був редактором сільськогосподарських передач Черкаського обласного радіо; уродженець с. Олексіївка Борис Федорович Мирза, який із Сокирян був запрошений на посаду заступника відповідального секретаря Дніпропетровської обласної газети «Зоря»; понад два роки в районці працював Михайло Іванович Лісовий з с. Романківці, який після служби в Радянській Армії був на комсомольській роботі, навчався на юридичному факультету університету Дружби народів імені Патріса Лумумби, закінчив аспірантуру Московського інституту міжнародних відносин, працював референтом Всесоюзного агентства по авторських правах (ВААП), а пізніше — на дипломатичній службі в СРСР і Росії.
Близько 20 років працювала першим відповідальним секретарем редакції райгазети Н. М. Лісковська, яка згодом була редактором районного радіо.
2 квітня 1965 р., після відновлення Сокирянського району, побачив світ перший номер газети «Дністров зорі», яку редагував колишній фронтовик Чайка Іван Лаврентійович. Відтак редакторами були філолог-педагог Бондар Олексій Станіславович, жураналісти Савченко Костянтин Костянтинович, Тищенко Катерина Іванівна, нині — Гафінчук Валентина Іванівна.
У різний час у районній газеті працювали Фостій Іван Петрович, Зяблюк Михайло Павлович, Зарицький Євген Йосипович, Мар'янин Володимир Григорович, Микола Боднар, Олександр Богданченко, Каплуненко Євген Васильович, Канарський Едуард Йосипович, Зарицька Світлана Йосипівна, Брозинський Михайло Федорович, Польова Лідія Григорівна, Гусар Юхим Семенович, Кривий Микола Васильович, Олександр Шапіро, Зіновія Голяк, Нагірняк Іван Семенович,Хорошенюк Павло Іванович, Чорний Олександр Дмитрович, Алла Снігур…
Сьогодні «Дністрові зорі» єдина з районних газет Чернівецької області, назву якої після виходу першого номера, жодного разу не перейменовували, що сталося практично зі всіма виданнями.